# 405
| [ Edytuj tabelę ] |                              |
| Cesarz Bizancjum  | - 395 Arkadiusz 408          |
| Władca Guptów     | - 375 Ćandragupta II 414     |
| Chan Hunów        | - 390 Uldin 411              |
| Władca Korei      | - 391 Kwanggaet’o Wielki 413 |
| Papież            | - 401 Innocenty I 417        |
| Król Persji       | - 399 Jezdegerd I 420        |
| Cesarz Rzymu      | - 395 Flawiusz Honoriusz 423 |
| Król Wandalów     | - 359 Godigisel 406          |
| Król Wizygotów    | - 395 Alaryk 410             |

Rok 405 / CDV
stulecia: IV wiek ~
V wiek ~
VI wiek

lata: 395 «
400 «
401 «
402 «
403 «
404 «
405
» 406
» 407
» 408
» 409
» 410
» 415

## Wydarzenia
Azja
- Dominacja królestwa Yamato w Japonii, dwór japoński oficjalnie przyjął pismo chińskie.
- Mnich Mesrop Masztoc stworzył alfabet ormiański.

Europa
- Cesarz Honoriusz zamknął Koloseum.
- Antemiusz został prefektem rzymskiego Wschodu.

## Urodzili się
- Rycymer, rzymski dowódca (zm. 472).

## Zmarli
- 11 listopada – Arsacjusz z Tarsu, arcybiskup Konstantynopola.
- Asin, król koreańskiego państwa Baekje.
- Wigiliusz z Trydentu, biskup Trydentu.